# 辽西作战 (1945年)
辽西作战，是1945年11月1日國民革命軍在秦皇岛登陆后开始进攻山海关，至1946年3月下旬转而在沈阳以北开始争夺四平街战役，这一时期内国共两军在辽宁西部为争夺东北控制权展开的一系列列战斗。

## 背景
1945年10月29日林彪结束从河南濮阳开始的长途行军，到沈阳与彭真的东北局会合。1945年10月30日，蒋介石任命杜聿明为东北国军最高统帅（东北保安司令长官）。1945年10月31日，中共中央致电东北局：“决定我党部队及东北抗联部队正式组成东北人民自治军，林彪任东北人民自治军总司令”。
国共两军开始在辽西展开争夺战。

## 战斗经过

### 1945年底在辽西走廊的战斗
1945年11月1日，国军第十三军乘31艘美国军舰在秦皇岛登陆，开始进攻山海关。 
11月3日，林彪电毛泽东，提出第一期作战的预定方针，即争取时间，掩护主力在东北接收武力并装备训练部队，进行地方工作，建立城乡政权，以小部队消耗登陆的顽军。11月5日，林彪再电毛泽东，提出第一期作战拟分四个环节：第一，在海口（不知敌人攻哪个海口）无绝对把握使敌主力后撤；第二，集中主力消灭其一路；第三，对其他路敌人予以迟滞牵制；第四，进行沈阳大保卫战，以一部守城，主力控制于适当地点，打敌之攻城顽军。
国民革命军第五十二军（军长赵公武）由越南海防乘美舰海运北上。杜聿明原计划第五十二军由营口登陆，但发现营口的苏军已经撤退，码头附近已由共军接防，遂指示五十二军于11月13日在秦皇岛登陆，参加进攻山海关。秦皇岛是杜聿明部的唯一港口，而北宁路天津至山海关段铁路更是唯一补给运输大动脉。为了确保这一段穿过冀东解放区的铁路安全，杜聿明派遣第九十四军（军长牟廷芳）第四十三师（师长李士林）及后来登陆的五十二军第一九五师（师长陈林达）担任护路任务。并与美国海军陆战队第三师参谋长罗斯上校达成《北宁路津（天津）榆（山海关，即榆关）段护路协定》：冀东这段铁路五十公尺以上桥梁，由美军守备；五十公尺以下桥梁，则由国军守备。较大的车站如昌黎、开滦、唐山、秦皇岛等由美军守备；其余较小的车站，由国军驻守；开滦煤矿规定矿区由蒋军守备，五十公尺以外之外围，由美军守备。由护路司令部派出铁甲车沿线巡逻。在铁路南北沿线十公里的村庄，一律组成“护路村”，责成当地政府及地方团队协助策应护路部队。
11月15日，毛泽东致电林彪、彭真，要求坚守山海关、绥中线，节节抗击，消耗、疲惫敌人。同时让黄克诚（新四军三师）、梁兴初（山东一师）两部开至锦州、锦西、兴城三角地区，准备战场，等敌人进至绥中、兴城地区时，举行反攻。分作几次战斗，一次消灭敌人两三个师，歼灭敌人三个军，以从战略上解决问题。
11月16日，山海关失守。东北人民自治军的新编的三个旅在兴城、锦西一带抗击困难。国军第十三军和五十二军沿北宁线猛扑绥中、锦州，战事危急，东北局决定让林彪到辽西前线就近指挥；并准备在沈阳城与敌人展开巷战，以保卫马德里的精神保卫沈阳，市内干部都发了步枪、手枪和手榴弹。11月19日，林彪带苏静（参谋处长兼情报处长）、李作鹏（作战处处长）等指挥班子和电台离开沈阳。同日，苏军将沈阳市等中长路沿线省会城市移交给国民党，中共的党政军势力撤到外县。 
11月21日8时，林彪在锦西前线电中央军委：

连日来我在兴城、锦州一带所见所闻，我部队参加作战者疲惫涣散，战斗力甚弱，新兵甚多，缺乏训练。梁（兴初）师刚到，黄（克诚）师尚未到，远落敌后。各部皆疲劳，武器弹药不足，而未得到补充。衣鞋缺乏，吃不惯高粱。缺乏用费，自总部起各级缺乏地图，对地理形势常不了解，通信联络至今混乱，未能畅通。地方群众则未发动，土匪甚多，故迂回包围时，无从知道。敌人利用我以上弱点，向我推进，并采取包围迂回。根据以上情况，我有一个根本意见，即目前我军为避免被敌各个击破，应避免仓促应战，准备放弃锦州以及以北二三百里，让敌拉长分散后，再选弱点突击。 

11月22日中共中央电报中说，据报蒋兵无斗志，如我以全力坚决打击之，是能大部或全部加以消灭的，这是决定大局的斗争。仍要求全力歼敌第13、第52等两个军，控制中长路和大城市。
林彪的电台功率太小，无法与延安直接联系；也与东北各部队电台不通，需要东北局电台中转。黄克诚与东北局联系不上，便决定按原作战命令与国军打仗。黄克诚带新四军三师各旅干部勘察地形时，碰上林彪派来联络的李天佑，黄克诚才知道林彪被任命为总司令，就在离他们只有10公里的村子里。林彪带参谋前往锦西江家屯与黄克诚会合。黄克诚当面向林彪陈述了建立根据地的建议，林彪当即采纳，并命令黄克诚师转移到义县、阜新一线发动群众。不久，国军向义县进攻，林彪和黄克诚撤到阜新。国军又向阜新进攻，黄克诚建议林彪先撤，林彪遂率山东梁兴初、罗华生两师及新四军三师七旅，撤到康平、法库一线。黄克诚留十旅和独立旅分散在阜新以北、彰武东西一带消灭土匪，发动群众，建立根据地。
11月26日，国军占领锦州、义县。共军部队损失很大，从山东来的一个连120多人只剩下五六十人。 
11月27日共军占高桥、塔山，但却扑了个空。苏静回忆：“在高桥打了一个小仗，抓了几个俘虏，一问，才知道敌人跑到我们前面去了。当地老百姓欢迎国民党，要下我们侦察员的枪。”旋即分三路向锦州西北追击前进，于11月30日黄昏到达大茂堡一带。得知敌一个师在锦州以北30里一带，当即决定次日攻击。但有的部队未收到电报，故兵力未能照计划赶上参战。只有不到4个团的兵力，战场上缺乏电话联络，不能配合攻击。顾虑到锦州增援，故脱离敌人。虽未达到目的，但此举吓得杜聿明直冒冷汗，窝在锦州20多天，没敢再动。
11月28日，毛泽东代表中共中央起草《建立巩固的东北根据地》的指示：我党现时在东北的任务是建立根据地，是在东满、北满、西满建立巩固的军事政治的根据地。1945年11月29日在北满工作的陈云、高岗、张闻天联名给中共中央和东北局发报《对满洲工作的意见》，指出“我独霸满洲的可能性是没有的”，应该“有计划地迅速地将武装力量及干部分散到广大乡村”“建立广大的巩固根据地”，反对“留恋大城市”。 
12月5日，彭真致电中央军委并林彪，提出除北宁路作战部队外，我仍可以集中3万至4万主力争夺沈阳，并可集中1万主力再夺长春。同一天，高岗和陈云复电否定：我独占东北已经不可能，因此不应以争夺沈阳和长春为目标来布置一切工作，而应以控制长春铁路两侧地区，建立根据地；利用冬季整训15万野战军，建立20万地方武装，以准备翌年春天的大决战。 
12月7日，中央复电：我企图独占东北，特别是独占东北一切大城市已经肯定不可能。我们目前不应以争夺沈阳、长春为目标布置一切工作。 
12月11日，林彪发出关于今后工作方针的长电，建议对东北斗争须作长期与大规模打算。以部队现状勉强打仗，则结果多不佳。准备度过整个冬天，在明春再集中打大仗。 
12月13日，林彪又两次建议，应着手歼灭土匪和建立根据地，并提出了建立根据地的重点地区和时间。12月19日，林彪又发一电，要求对他的前几份电报予以研究，给予指示。 
12月24日，国军进入沈阳。同一天，刘少奇在给东北局的电报中说：东北情况我不会比你们更清楚，但我对你们的部署总有些不放心，觉得是有危险性的。你们主力部署在沈阳、长春、哈尔滨三大城市周围及南满，似乎仍有夺取三大城市的态势。你们屁股坐在大城市附近，背靠有很多土匪的乡村，如果顽军一旦控制大城市，你们在城市附近不能立足时，主力以至全局就不得不陷于被动。你们今天必须放弃争取东北大城市的任何企图。你们今天的中心任务，是建立可靠的根据地，站稳脚跟。否则恐有一时陷入被动之危险。 
12月28日，毛泽东代表中共中央起草给东北局的指示电：
```
让开大路，占领两厢，建立巩固的东北根据地。就是说把大城市让给国民党，我们丢掉汽车，脱下皮鞋到农村去，发动群众，进行土地改革，建立根据地。这是东北至关重要的战略方针。
```

### 1946年初在辽西腹地的战斗
1946年初，国共谈判即将达成停战协议。1946年1月5日，林彪电询中央：国内和平是否完全可靠？如完全可靠，则我在东北主力目前应集中力量作最后一战；如不可靠，则仍分散建立根据地，准备应付敌明年之进攻。盼复。 1月6日，中央回电：国内和平有望，目前阶段并可能是最后的一战。 
中共中央根据当时谈判进程，要求林彪率部主动出击。1月10日，林彪向中央报告：根据中央8日、9日的部署，此间作战部队决定明天开始出动，向阜新、新立屯一带前进，消灭留在该地之敌一个师。战斗打响后，情况发生了变化。1946年1月10日，第五十二军第25师侵占营口，共方根据中央撤出城区、控制乡村的政策，主动撤出营口市区。
1月12日，刘少奇以中央名义向林彪、黄克诚连下三道命令：你们对顽军进攻务必于1月13日24点以前停止，否则违法。
1月13日，第五十二军第25师主力被调往沈阳，只留下第73团1个加强营及团部留守人员守备营口。辽东二纵政委彭嘉庆和司令员吴克华深感营口地理位置重要，事关战略全局，遂决定趁敌不备重新夺回营口。1月13日19时发起攻击，4个团攻城，两个团打援。第一团为主攻，首先夺取警察局、启东烟草公司，直插市公署；第二团、第四团分别从南和东两个方向进行助攻，继续向市内发展；第三团为预备队；第五团在营口车站驻守；第六团在牛庄设防，阻击从盘山、沟帮子方向增援之敌。不到两个小时拔掉多个据点，将守军困在伪市公署、海关和邮局三个“孤岛”上。13日24时，是国共停战协定的生效时间，共军停止攻击。市委委员卜昭敏派人给敌人送去亲笔信，要求停止战斗。守军“要以战争消灭战争”，并向共军开火。14日凌晨2时共军再度发起攻击，迅速占领海关和邮局。守军全部退到市公署大楼内，利用防御工事顽抗。第一团、二团从东、西、南三个方向进行围攻，利用“土坦克”进行爆破，摧毁前沿工事，五小时结束战斗，全歼守军1759人，营口第二次解放。挫败了国军从营口港登陆的计划，迫使其后续5个军不得不从秦皇岛登陆，为东北战场的其他战斗赢得了时间。
林彪认为：国民党军已经分散，我集中兵力很有把握取胜。1月14日，林彪致电中央，提出一大堆疑问：
```
 我驻军地区与城市，顽军是否有权进驻？如有权进驻，则我之后方即难设立。倘顽军开入后，实行高度分散，以合法地位控制政权，限制群众运动，则我既不能在军事上打他，又无合法地位进行群众工作。如我无政权、财权，则部队衣食、供给如何解决？如我无一定的整块立足地区，则顽军一旦翻脸，我岂不无立足地区？ 
```

1月14日，东北人民自治军改称东北民主联军。1月15日，林彪示中央：
```
以现在敌之分散情况，我们如配合热河部队采取各个击破方法，消灭杜聿明全部，夺取锦州有充分把握。望中央速考虑，是否让我们开始攻击。我意最好利用国民党对东北问题拒绝谈判以前，我们开始攻击。
```

中央答复：国民党在各方面已遵令停战，15日只个别地方有战斗。你们现在绝不要攻击。
1946年1月20日新六军由上海登船北上在秦皇岛登陆。
1946年2月初，杜聿明下令国军出关的3个军共6个师兵分三路扫荡北宁铁路沿线：
- 北路：第13军一部向法库县城西的秀水河子等地进攻
- 中路：52军沿北宁铁路向苏家屯进攻
- 南路：新六军主力新编第22师越过辽河，经辽中，向营口、盘山、台安、新开河、沙岭等地，企图攻占辽阳。

林彪获得国军进攻秀水河子情报后，认为该部远离主力一天的路程，我军在力量上占优势，决定在秀水河子打一仗。2月11日，第十三军第八十九师二六六团进至秀水河子，与二六五团会合。2月13日，林彪下令山东军区第一师（师长梁兴初）和新四军三师第七旅（旅长彭明治）包围秀水河子。当晚10时发起总攻，14日破晓秀水河子战斗结束，东北民主联军毙伤国军500余人，俘900余人，包括打援共歼灭国军1600余人；缴获炮12门，轻重机枪100挺、长短枪780余支，汽车30辆。自伤亡946人。杜聿明连夜给蒋介石发电报，认为秀水河子一仗，表明共军日益强大，战略、战术机动神速，非增加兵力不可。杜聿明不再分兵冒进，暂时停止了前进。毛泽东电报：“甚喜。在顽敌进攻下如能再打两次这样的战斗，国民党将不得不承认我在东北的地位。”
同时，东北民主联军辽东军区指挥所属第三纵队、第四纵队，抗击新编第22师进攻，保卫辽南（即辽阳保卫战）。部署为：
- 三纵九旅配属八旅之二十四团和辽宁保安第三旅第七团，出辽阳向进占妈妈街（今属肖寨门镇最南的行政村）、辽中县城地区之新22师64团反击；
- 三纵八旅由辽阳向台安县东南之六间房（新开河镇东部行政村）、康家屯（新开河镇东部行政村）、新开河地区之新22第65团反击；
- 四纵配属三纵七旅向沙岭子地区之新22师第66团反击。

2月16日入夜辽阳保卫战第一阶段在预定地域战斗全面打响。战斗经过如下：
- 九旅二十七团在兄弟部队配合下，以突然袭击动作，经三昼夜连续战斗全歼徐家屯（辽中县城东南的行政村）守军64团第三营。九旅于19日攻打辽中县城，因轻敌伤亡过大而撤出战斗；
- 八旅二十三团给六间房驻守的第65团第三营以歼灭性打击；
- 七旅于15日全歼盘山县城国民党守军一个营；
- 四纵第十、十一旅6个团与进到盘山以东沙岭地区的新22师第66团指挥的2个营及师机炮营、教导营共2000余人2月16日17时开始战斗。2月19日，第三纵队撤出战斗，国军也撤回盘山县城。沙岭子战斗历时两昼三夜，国军傷亡674名，东北民主联军伤亡2157人。[1]

辽阳保卫战第一阶段的主动出击作战结束后，三纵、四纵短期休整。
东北民主联军司令员林彪于1946年2月27日回到抚顺。1946年3月6日至8日，彭真在抚顺主持召开东北局和东总干部会议，即“东北局抚顺会议”。就“和战问题”、“作战方针”“城乡关系”“建军问题”展开激烈讨论。会上，林彪在发言中除就时局和作战等问题提出意见外，对东北局的工作提出了批评，认为东北局“没有一个比较突出的、一切工作的出发点”，“东北局没有战争观念”，“发动群众不敢放手，有右的倾向”。林彪提出丢掉和平幻想，应做长期斗争准备；在战术上提倡“村落战、夜间战、平原战”，“不是守城和攻城，主要是野战”；到远离大城市和铁路线的广大农村去建立根据地，“凡愈靠近城市与铁路的地方，人心愈浮动，群众愈难争取；而这一带亦往往首先失掉，使群众工作的建设白费力气，距城市与铁路线愈远的地方，人心愈巩固，群众工作愈易发动，且敌来的可能少，故愈易成为巩固的后方”；在建军问题上，坚决反对采取“委任制”不区分成分，大量收编伪军的做法。会上，“肖劲光表示同意林彪报告的基本思想，即‘和平需要战争’”。萧华指出“（和平）思想对我创造根据地是有害的”、“关于战争指导问题，今天主要是运动战，辅以游击战”。何长工讲“培养拳头问题，军区唯有主力（拳头）才能打的住敌人，对主力要经常保持满员”。唐凯发言“无论地方干部和部队干部，在思想上都没有长期的想法，各部门也同样表现了没有战争观念”。陈正人讲“我们今天的战术主要是运动战”、“破坏敌人后方，放手发动群众”。会上吕正操说：“中央有个指示，东北的局面是和平，但必须经过战争”；“但东北局的指示究竟以和平为主或以战争为主，我是一个疑问”。在北满的陈云、高岗、张闻天等未到会。会前陈云代表北满分局致电东北局：“东北局是否已经下决心放弃大道，占领两厢？如已下了决心，就应当迅速把一部分主力部队分散到农村进行剿匪和土改。”在平壤养病未参加会议的罗荣桓也写信指出“东北战争要做长时间准备，不要把和平估计太急”，“就是和平也需要有本钱”，批评了“和平幻想”。3月8日林彪又发言作了自我批评：“我在发表意见时，提到东北局没有战争观念是不对的，而是时间长短问题，这个我说发动群众不敢放手，只是由于补充兵源上得到的印象”。
1946年3月11日，苏军撤出沈阳，当日国军进入沈阳。新六军第14师从沈阳，沿中长路向南进攻辽阳。为此，三纵部署：
- 三纵九旅于苏家屯、黑林台（今属苏家屯区红菱堡镇西侧行政村）地区组织防御；
- 三纵八旅在灯塔县西部的北沙河两岸自北向南展开于大小东山堡（今属古城子街道）、大黄金屯（今属柳条寨镇）、小黄金屯（今属古城子街道）、前烟台（今属古城子街道）、后烟台（今属佟二堡镇）、河洪堡（今属王家镇）地区。

1946年3月13日，彭真、林彪率东北局和东总从抚顺移驻海龙县梅河镇。  
3月20日，新22师从辽中县向辽阳进攻，第64团、第65团进抵辽阳城西的黄泥洼、大沙岭一带，第66团进抵辽阳城区西北石桥子（今属祁家镇的行政村）一带，遭四纵第11旅的阻击。由于新22师兵力火力占优，第11旅不得不后撤。3月21日12时，新22师的两个团进至辽阳火车站，第11旅第33团阻击3个小时，掩护辽阳市县两级政府和友邻部队安全转移后，撤离辽阳。新六军占据辽阳市。1946年4月1日，国军占领营口。

## 战后
从1946年3月下旬开始，国共两军在东北的争夺围绕着四平街保卫战与本溪保卫战展开。